# Liste der Mitglieder der Deutschen Akademie der Naturforscher Leopoldina/1840
Die Liste der Mitglieder der Deutschen Akademie der Naturforscher Leopoldina für 1840 enthält alle Personen, die im Jahr 1840 zum Mitglied ernannt wurden. Insgesamt gab es 16 neu gewählte Mitglieder.

## Mitglieder
| Nr.  | Name                                           | Beiname               | Geboren       | Aufnahme | Gestorben     | Bild                                           | Datenbank |
| ---- | ---------------------------------------------- | --------------------- | ------------- | -------- | ------------- | ---------------------------------------------- | --------- |
| 1473 | Anton Bertoloni                                | Loniceri              | 8. Feb. 1775  | 30. Nov. | 17. Apr. 1869 | Anton Bertoloni                                | 1982      |
| 1474 | Julius von Flotow                              | Floerke               | 9. März 1788  | 30. Nov. | 15. Aug. 1856 | Julius von Flotow                              | 2760      |
| 1475 | Ludwig Petrus August Gauthier                  | Aëtius III.           | 24. Mai 1792  | 30. Nov. | 22. Nov. 1851 |                                                | 2891      |
| 1476 | Johann Eduard Herberger                        | Trommsdorf            | 31. Juli 1809 | 30. Nov. | 14. März 1855 |                                                | 3782      |
| 1477 | Christian Ferdinand Hochstetter                | Poiteau               | 16. Feb. 1787 | 30. Nov. | 20. Feb. 1860 |                                                | 1922      |
| 1478 | Hermann Friedrich Kilian                       | Osiander              | 5. Feb. 1800  | 30. Nov. | 7. Aug. 1863  |                                                | 4591      |
| 1479 | Friedrich Kirschleger                          | Günther Andernacensis | 7. Jan. 1804  | 30. Nov. | 15. Nov. 1869 | Friedrich Kirschleger                          | 4607      |
| 1480 | Stephan Marianini                              | Volta I.              | 1. Mai 1790   | 30. Nov. | 17. Feb. 1867 | Stephan Marianini                              | 4278      |
| 1481 | Louis Clamor-Marquart                          | Gmelin I.             | 29. März 1804 | 30. Nov. | 10. Mai 1881  | Louis Clamor-Marquart                          | 4281      |
| 1482 | Amadeus Avogadro Graf von Quaregna und Ceretto | Dulong                | 9. Aug. 1776  | 30. Nov. | 9. Juli 1856  | Amadeus Avogadro Graf von Quaregna und Ceretto | 1711      |
| 1483 | Friedrich Ludwig Rampold                       | Tabernaemontanus II.  | 20. Apr. 1800 | 30. Nov. | 28. Juli 1852 |                                                | 6116      |
| 1484 | Victor Adolph von Riecke                       | Eschenreuter          | 7. Juli 1805  | 30. Nov. | 1. Dez. 1857  |                                                | 6213      |
| 1485 | Johann Conrad Schauer                          | Miller                | 16. Feb. 1813 | 30. Nov. | 24. Okt. 1848 |                                                | 6396      |
| 1486 | Karl Theodor Ernst von Siebold                 | Siebold               | 16. Feb. 1804 | 30. Nov. | 7. Apr. 1885  | Karl Theodor Ernst von Siebold                 | 6666      |
| 1487 | Angelo Sismonda                                | Moro                  | 20. Okt. 1807 | 30. Nov. | 30. Dez. 1878 | Angelo Sismonda                                | 6678      |

## Hinweis zu den Lebensdaten
In der Liste sind zunächst die Lebensdaten gemäß Archiv der Leopoldina aufgenommen. Diese beziehen sich auf die Angaben gem. Neigebaur (1860) und Ule (1889). Die Lebensdaten im Namensartikel können daher von den Lebensdaten in der Liste abweichen.